# Systenocentrus quinquedentatus
Systenocentrus quinquedentatus is een hooiwagen uit de familie Sclerosomatidae.